# Монарда лимонна
Монарда лимонна (лат. Monarda citriodoraa) — багаторічник роду монарда родини глухокропивові. Поширена у США та Мексиці.

## Ботанічний опис
Стебла прямі до 10-80 см заввишки.
Листки ланцетні.
Суцвіття монарди лимонної складаються з 5-7 мутовок з дрібними квітками.
Цвіте з червня по серпень.

## Сорти[2]
1. Monarda citriodora var. austromontana (Epling) B.L.Turner
2. Monarda citriodora var. citriodora
3. Monarda citriodora var. parva Scora

## Застосування
Монарда лимонна вирощується на присадибних ділянках та може використовуватися як декоративна та пряна рослина.

## Хімічний склад рослини
Стебла, листя та квітки монарди лимонної містять ефірну олію, що має в своєму складі такі ж компоненти, як у меліси лікарської, базиліку та інших ефіроолійних рослин.